# Shaun le mouton

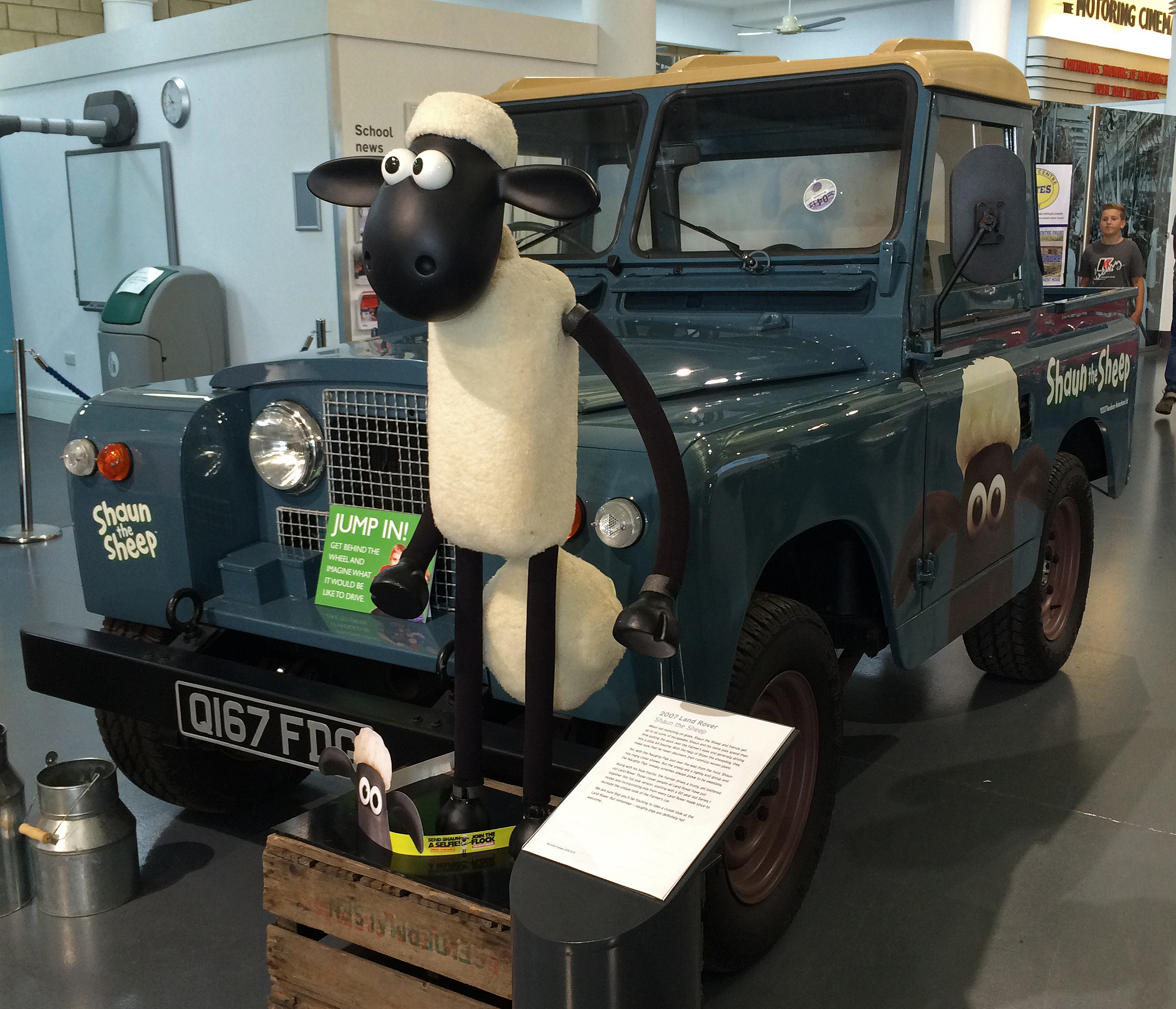
Représentation de Shaun le mouton devant une Land Rover du même type que celle utilisée par le fermier (au British Motor Museum, en 2016).

Shaun le mouton (Shaun the Sheep) est une série télévisée d'animation britannique en 170 épisodes de 6 minutes créée par Nick Park et diffusée entre le 5 mars 2007 et le 16 mars 2020 dans le bloc CBBC sur BBC One.
En France, la série est diffusée depuis le 29 août 2007 sur TF1 dans l'émission Tfou, et sur Nintendo 3DS dans le logiciel Nintendo Video ainsi que sur Ludo et Zouzous de France 3, France 4 et France 5 et sur Boomerang du 3 septembre 2012 au 8 janvier 2018. Au Québec, elle a été diffusée à partir de l'automne 2007 sur Télétoon et rediffusée à partir du 15 septembre 2012 à Télé-Québec. La sixième saison, sous-titrée Les Aventures à la ferme (Adventures from Mossy Bottom), sort sur Netflix en 2020 ainsi que sur Okoo de France 3 en France.
Un long métrage, Shaun le mouton, le film, est sorti au cinéma en 2015. Un deuxième long métrage, Shaun le mouton : La ferme contre-attaque, est sorti en 2019. Un troisième long est en préparation, annoncé pour 2026.

## Historique

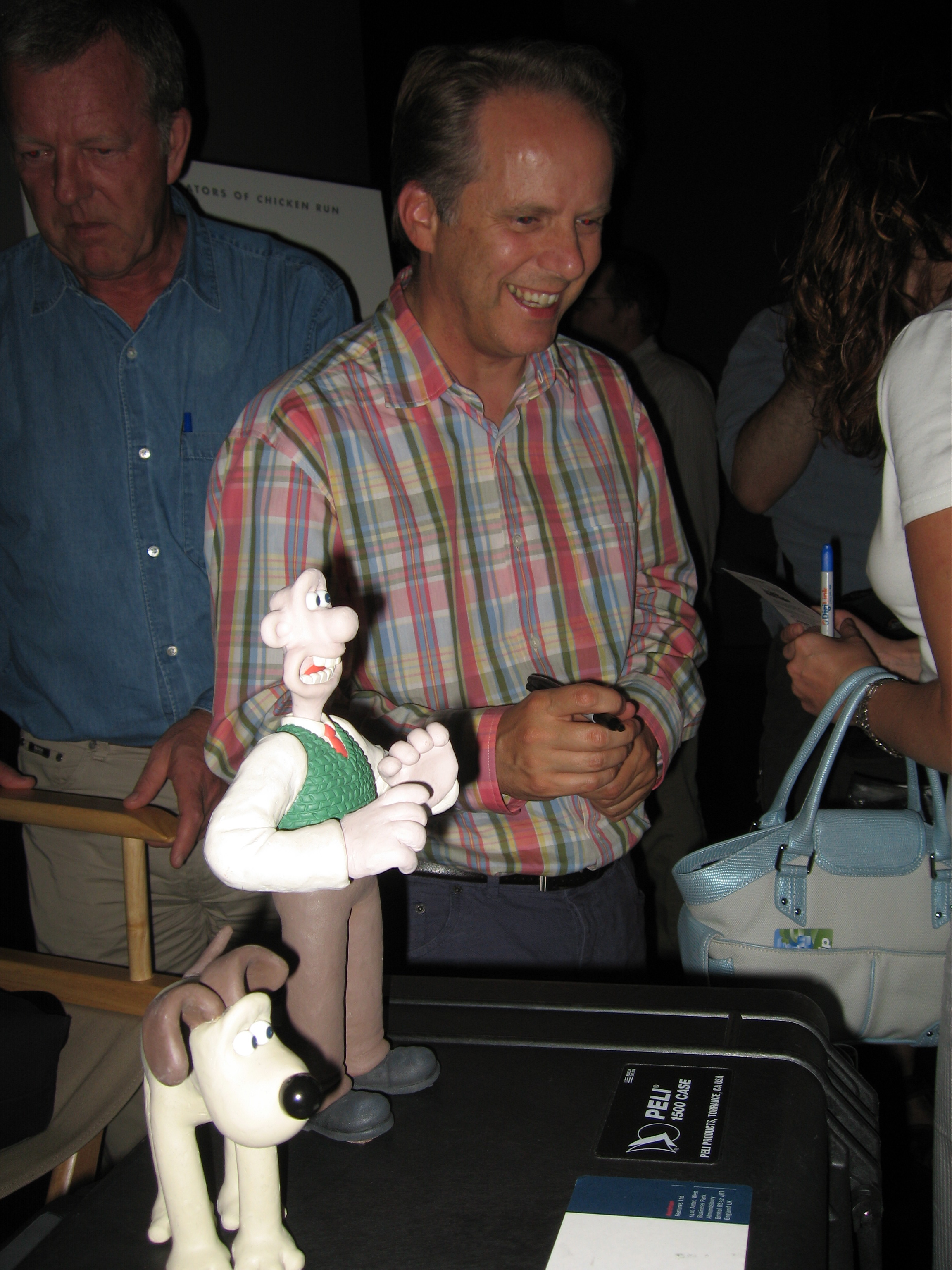
Nick Park tout souriant, créateur de la série, en compagnie de ses personnages en pâte à modeler : Wallace et son chien Gromit.

Le personnage de Shaun est apparu pour la première fois dans le court-métrage Rasé de près, qui mettait en scène une aventure du duo Wallace et Gromit en 1995.

## Synopsis
Cette série met en scène Shaun, un mouton malicieux qui vit dans une ferme en compagnie de ses amis ovins nettement moins malins que lui, mais toujours prêts à le suivre dans une nouvelle aventure.

## Fiche technique
Sauf indication contraire, les informations mentionnées dans cette section peuvent être confirmées par la base de données cinématographiques IMDb,  présente dans la section « Liens externes ».
- Création : David Fine, Alison Snowden et Richard Starzak (en), d'après les personnages créés par Nick Park et Bob Baker
- Réalisation : Richard Goleszowski, Christopher Sadler (en), Richard Webber, Dave Osmand, Jean-Philippe Vine, Seamus Malone et Lee Wilton
- Scénario : Richard Starzak (en), Nick Park, David Fine, Alison Snowden, Lee Pressman, Rob Dudley, Julie Jones, Ian Carney, Sarah Ball, Glenn Dakin, Trevor Ricketts, Dan Berlinka et Andy Williams
- Musique : Mark Thomas
- Effets spéciaux : Sarah Kempson
- Production : Julie Lockhart
  - Production exécutive : Miles Bullough, David Sproxton, Peter Lord et Nick Park
- Société de production : Aardman Animations)
- Société de distribution : Studiocanal (France, vidéo)
- Pays de production :  Royaume-Uni
- Langue originale : aucune (personnages s'exprimant par grommelot ou onomatopées)
- Format : couleur - 1,33:1 - stéréo
- Durée : 6 minutes par épisode

## Distribution des voix

### Voix originales
Sauf indication contraire, les informations mentionnées dans cette section peuvent être confirmées par la base de données cinématographiques IMDb,  présente dans la section « Liens externes ».
- Justin Fletcher : Shaun / Timmy / personnages divers
- John Sparkes (en) : Bitzer / le fermier / personnages divers
- Richard Webber : Shirley
- Kate Harbour (en) : la mère de Timmy
- Jo Allen : la mère de Timmy (saison 1)
- Emma Tate (en) : Hazel
- Andy Nyman : Nuts
- Simon Greenall (en) : les jumeaux

## Personnages

### Personnages principaux
- Shaun le mouton se distingue des autres moutons par son côté curieux et malicieux et c'est lui qui les guide à travers des situations retorses dont il réussit à être vainqueur. Populaire parmi les moutons, c'est celui qui se distingue comme étant le chef. C'est un personnage moral qui veut que les choses se passent « pour le mieux ». Il est d'assez petite taille et plutôt maigre, surtout au début de ses aventures. Il se distingue aussi par une queue et un crâne plus fournis en laine que les autres moutons.
- Bitzer est le patient chien de berger chargé de surveiller le troupeau. Son maître ne remarque jamais que le troupeau agit anormalement et Bitzer tente de faire en sorte qu'il ne remarque jamais. Il tolère les entorses, mais redevient vite sérieux lorsque cela peut s'avérer dangereux. Bitzer agit comme un contremaître, usant d'un sifflet, comptant les moutons à l'entrée et à la sortie du champ et déjeunant à l'anglaise avec une bouteille isotherme de thé et des sandwiches carrés. Pourtant, Bitzer ne manque pas une occasion de se reposer, ce qui donne aux animaux l'occasion de faire des bêtises. Bitzer semble amical envers tous les animaux, et particulièrement avec Shaun, sans que cela nuise à ses obligations. Bitzer peut se mettre en transe si on joue à « va chercher ». Il aime aussi écouter de l'électro sur son baladeur mp3. Lors d'un concours organisé par Blue Peter un personnage inventé à cette occasion, XX2000 Robot Dog, remplace Bitzer lors d'un épisode[6]. Dans la saison 2, le personnage occupe plus d'importance.

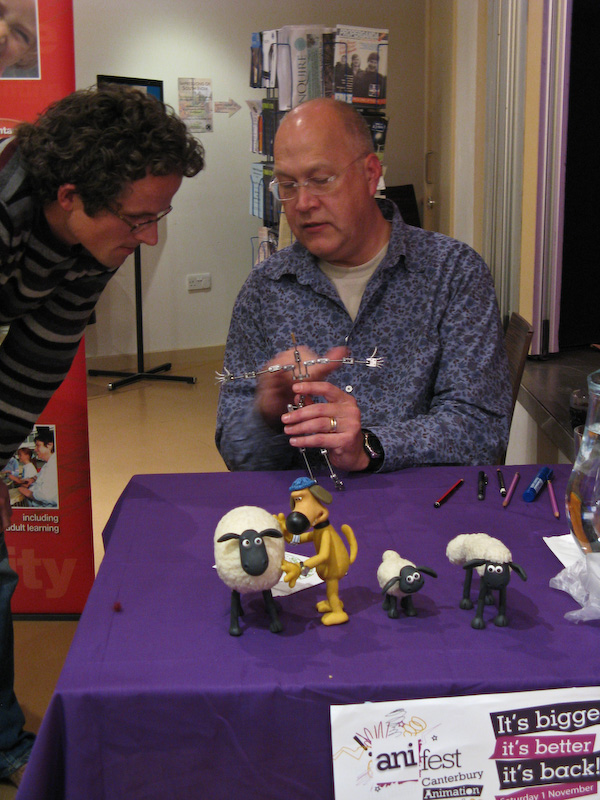
Le scénariste et réalisateur Richard Starzak avec devant lui plusieurs créations de la série : (de gauche à droite) un mouton du troupeau, le chien Bitzer, Timmy et Shaun.

- Le fermier est un personnage tranquille et solitaire, qui tient sa fermette avec son loyal chien Bitzer. Il poursuit son métier sans avoir d'émotion, sauf lorsqu'il s'énerve parce que les choses vont mal, ou son air de perplexité devant les résultats des péripéties de Shaun. Il adore la nouvelle technologie. Comme tous les humains de la série, il est vu par les animaux et ses seuls dialogues sont des grognements ou des cris. Il effectue des charges dans une fermette tout à fait normale. Il porte des grosses lunettes cul-de-bouteille.
- Shirley est le plus gros mouton du troupeau, au point qu'elle doit être poussée (ou parfois roulée) d'un lieu à un autre et ne peut manger que ce qui est face à elle. Elle sert parfois de trampoline, de bélier et sa toison épaisse est utile pour cacher de nombreux objets (voire de la nourriture). Dans l'épisode Jour de tonte (Fleeced), son poids devient essentiel pour que Shaun détruise le rasoir électrique. Elle apparait pour la première fois dans l'épisode Partie de Foot  (Off The Baa!), où elle a fait trébucher Shaun pendant un match de foot.
- Timmy est un mignon petit agneau qui suce une tétine et se retrouve dans des situations périlleuses. Il possède un nounours et pleure s'il le perd. Il lui arrive de partager sa tétine avec Shirley, Samy et Clément, comme dans l'épisode Bruits étranges dans la nuit (Things That go Bump). Il n'a qu'une dent et aime les pizzas. Le personnage possède sa propre série dérivée : Voici Timmy.
- La mère de Timmy porte des bigoudis dans les cheveux, et n'est pas très soigneuse avec son enfant (elle l'utilise même une fois en tant que pinceau). Mais si son fils disparait, elle se met à hurler et à s'angoisser tant qu'il n'est pas revenu.
- Le troupeau, ce sont les autres moutons, ils se contentent de mâcher de l'herbe jusqu'à ce que Shaun ait une idée, qu'ils suivront placidement. C'est un public consciencieux de Shaun, mais ils sont maladroits, faciles à effrayer et désordonnés, ce qui met en valeur les exploits de Shaun. Dans Shaun le mouton, le film, en plus de Shaun, Shirley, Timmy et sa mère, le troupeau est composé aussi de Nuts, de Hazel et de deux moutons jumeaux (désignés seulement par « les Jumeaux »)[7].
- Les méchants cochons habitent de l'autre côté du mur qui sépare la prairie des moutons et sont exclus de leurs jeux. Moqueurs, malveillants, gloutons et bien souvent paresseux, ils trouvent quand même du temps pour empêcher Shaun ou les autres moutons de faire leurs activités tranquillement. Cela se retourne souvent contre eux ou à leur désavantage. Ils ne mangent jamais leur nourriture avant qu'elle ne soit aspergée de poivre noir. Ils ont en horreur les saucisses de porc.
- Le taureau est fort et s'emporte facilement si on l'embête.
- Pidsley est le chat du fermier. Gros chat au pelage roux rayé de brun, il est assez égoïste et ne tolère pas des étrangers sur son territoire (c'est-à-dire la maison du fermier.) Il est jaloux de Bitzer et n'aime pas les moutons.
- La chèvre ne manque pas une occasion de ronger sa corde pour s'en aller manger tout ce qu'elle trouve sur son passage (briques, cuvette des WC, pommes, crayon de Bitzer, etc.). Elle est une vraie tondeuse sur pattes qui tourne autour de son piquet. Elle a de grands yeux qui lui permettent parfois d'hypnotiser le troupeau, qui devient alors chèvre.

### Personnages secondaires
- Le canard, un canard colvert mâle qui interagit parfois brièvement avec l'un ou l'autre des personnages.
- Le renard, un renard roux.
- L'écureuil, un écureuil malicieux qui se déplace à une vitesse surnaturelle et qui est très friand de noisettes.

## Épisodes
Les épisodes sont introduits avec le thème au banjo de la chanson originale Life's A Treat.
En plus des épisodes classiques diffusés à la télévision :
- 15 mini-épisodes en 3D d'environ 2 minutes ont été distribuées par le service Nintendo Video pour la Nintendo 3DS en 2012
- 21 épisodes centrés sur les Jeux olympiques et intitulés Shaun le champion ont été réalisés pour les Jeux de 2012 à Londres
- Après le succès du premier long métrage, Aardman a produit deux films courts, d'une trentaine de minutes, pour les fêtes de Noël : 
  - Les Lamas du fermier (en) (The Farmer's Llamas) en 2015, sorti au cinéma en France en 2025 dans un programme intitulé Shaun le mouton : La Ferme en folie[9].
  - L'Échappée de Noël (Shaun the Sheep: The Flight Before Christmas) en 2021, co-produit avec Netflix et sorti au cinéma en France en 2023 dans un programme intitulé L'Incroyable Noël de Shaun le mouton[10].

## Diffusion

### Syndication Mondiale
| Pays             | Chaînes                                                                        |
| ---------------- | ------------------------------------------------------------------------------ |
| Allemagne        | ARD, WDR, KI.KA                                                                |
| Arabie saoudite  | MBC 3                                                                          |
| Argentine        | Disney Channel                                                                 |
| Australie        | ABC1, ABC2, ABC3, ABC 4 Kids, Nick Jr.                                         |
| Autriche         | ORF                                                                            |
| Belgique         | RTBF (français), Ketnet (néerlandais)                                          |
| Brésil           | Disney Channel, TV Cultura                                                     |
| Canada           | Teletoon, Family CHRGD (anglais); Télé-Québec, Télétoon (français)             |
| Chine            | CCTV-14                                                                        |
| Colombie         | Disney Channel                                                                 |
| Croatie          | HRF                                                                            |
| Danemark         | Disney Channel, DR1                                                            |
| Espagne          | Nickelodeon, Canal Super3                                                      |
| Estonie          | ETV                                                                            |
| Finlande         | YLE                                                                            |
| France           | Disney Channel, TF1, Playhouse Disney, Boomerang, France 3, France 4, France 5 |
| Hongrie          | Cartoon Network                                                                |
| Inde             | Nickelodeon                                                                    |
| Iran             | IRIB Pooya                                                                     |
| Irlande          | RTÉ Two                                                                        |
| Italie           | Disney Channel, Rai Due, Rai Yoyo                                              |
| Japon            | NHK, Disney Channel, Playhouse Disney, Toon Disney                             |
| Mexique          | Disney Channel, Once TV                                                        |
| Nouvelle-Zélande | TV2                                                                            |
| Norvège          | NRK                                                                            |
| Pays-Bas         | Nickelodeon, VPRO                                                              |
| Pologne          | Cartoon Network, TVP1                                                          |
| Portugal         | RTP2, Canal Panda                                                              |
| Roumanie         | Cartoon Network                                                                |
| Royaume-Uni      | BBC One, BBC Two, CBBC                                                         |
| Russie           | 2x2, Disney Channel                                                            |
| Singapour        | Disney Channel, MediaCorp Okto                                                 |
| Slovaquie        | Cartoon Network, STV                                                           |
| Slovénie         | Radiotelevizija Slovenija                                                      |
| Suède            | SVT                                                                            |
| Suisse           | SRF, TSR                                                                       |
| Thaïlande        | Disney Channel                                                                 |
| Turquie          | TNT, Cartoon Network                                                           |
| Vietnam          | Disney Channel                                                                 |

## Vidéos

### Zone 2 (France)
| Saison | Épisodes | Support | Sortie           | Commentaires                         |
| ------ | -------- | ------- | ---------------- | ------------------------------------ |
| 1      | 40       | DVD (2) | 6 novembre 2008  | Intégrale (Saison 1)                 |
| 1      | 20       | DVD (1) | 1er avril 2009   | Volume 1 - La Fête foraine           |
| 1      | 20       | DVD (1) | 1er avril 2009   | Volume 2 - La Grande Lessive         |
| 2      | 20       | DVD (1) | 18 novembre 2014 | Volume 3 - Saute-mouton              |
| 2      | 20       | DVD (1) | 18 novembre 2014 | Volume 4 - La Course poursuite       |
| 3      | 20       | DVD (1) | 20 octobre 2015  | Volume 5 - Une chaleur torride       |
| 4      | 30       | DVD (1) | 20 octobre 2015  | Volume 6 - Joyeux anniversaire Timmy |
| 5      | 20       | DVD (1) | 6 février 2018   | Volume 7 - Trouble-fête              |

### Zone 2 (Royaume-Uni)
| Saison | Épisodes | Support | Appellation               | Sortie           |
| ------ | -------- | ------- | ------------------------- | ---------------- |
| 1      | 8        | DVD (1) | Off the Baa!              | 12 novembre 2007 |
| 1      | 8        | DVD (1) | Shape Up with Shaun       | 17 novembre 2007 |
| 1      | 16       | DVD (2) | The Box Set               | 12 novembre 2007 |
| 1      | 8        | DVD (1) | Saturday Night Shaun      | 10 mars 2008     |
| 1      | 8        | DVD (1) | Abracadabra               | 20 octobre 2008  |
| 1      | 8        | DVD (1) | Wash Day                  | 17 novembre 2008 |
| 1      | 40       | DVD (5) | The Complete First Series | 17 novembre 2008 |
| 1      | 10       | DVD (1) | The Complete First Series | 29 mars 2010     |

Une seconde saison est disponible en DVD uniquement en Grande-Bretagne. Les troisièmes et quatrième saisons ont été diffusées sur la BBC mais ne sont disponibles qu'en VAD sur Amazon instant video.

## Commentaires